# Age of Wonders: Planetfall
Age of Wonders: Planetfall est un jeu vidéo 4X et de stratégie, développé par Triumph Studios et édité par Paradox Interactive. Le jeu est sorti en 2019 sur Windows, PlayStation 4 et Xbox One. Il fait partie de la série Age of Wonders.

## Accueil
- Gamekult : 7/10[1]

- IGN : 8,4/10[2]